# Heritiera utile
Heritiera utile es una especie de árbol de la familia Malvaceae. Es originaria de África.

## Descripción
Es un árbol que alcanza los 20 metros de altura o más, con fuste y arbotantes que se separan del tronco un poco por debajo del punto en el que se emiten. Las son hojas coriáceas, simples en las plántulas en el primer año y en las ramas de floración, de lo contrario digitadas.

## Distribución
Se encuentra en  Costa de Marfil, Gabón, Ghana, Liberia, y Sierra Leone.